# Koko Archibong
Pour les articles homonymes, voir Archibong.
Aniekan « Koko » Archibong, né le 10 mai 1981 à New York, aux États-Unis, est un joueur nigérian de basket-ball, évoluant au poste d'ailier fort.